# 누군들 축복을 원치 않으랴
《누군들 축복을 원치 않으랴》는 MBC에서 1995년 1월 1일에 방영된 신년 특집 드라마다. ‘사랑’을 주제로 하여 4편의 이야기로 엮은 옴니버스 형식의 드라마다.

## 제 1부: 강 건너 사랑

### 줄거리
- 은혜는 대학동창인 지선에게 자신의 오랜 친구를, 지선은 은혜에게 직장 동료를 각각 소개시켜 준다. 하지만 시간이 흐르면서 자신이 사랑하는 사람은 소개받은 사람보다는 소개시켜 주었던 사람이라는 사실을 깨닫는다.

### 제작진
- 극본 : 주찬옥
- 연출 : 이은규

### 출연진
- 우희진 : 은혜 역
- 양정아 : 지선 역
- 조재현
- 유태웅

## 제 2부: 서울 변주곡

### 줄거리
- 중국교포 옥란과 보석털이범 준호의 사랑과 연민을 그렸다.

### 제작진
- 극본 : 김미경
- 연출 : 이은규

### 출연진
- 이경심 : 옥란 역
- 이일재 : 준호 역

## 제 3부: 깊은 물속 이무기

### 줄거리
- 바둑으로 입신하려고 계룡산을 찾은 대길과 바둑 스승 구씨와의 사랑을 그렸다.

### 제작진
- 극본 : 이종욱
- 연출 : 이은규

### 출연진
- 이영후 : 구씨 역
- 윤철형 : 대길 역

## 제 4부: 문 앞에서

### 줄거리
- 30대 초반의 주부와 고아 소녀와의 사랑을 담은 이야기다.

### 제작진
- 극본 : 이금주
- 연출 : 이은규

### 출연진
- 양미경
- 김두희